# Stefan Maderer
Stefan Maderer (* 1. September 1996 in Erlangen) ist ein deutscher Fußballspieler. Der Stürmer steht beim 1. FC Lokomotive Leipzig in der Regionalliga Nordost unter Vertrag.

## Karriere
Maderer begann seine Karriere im Jahr 2000 beim Baiersdorfer SV. Nach drei Jahren wechselte er für eine Saison zur Jugend der SpVgg Greuther Fürth, kehrte anschließend jedoch wieder nach Baiersdorf zurück. 2012 ging er erneut nach Fürth und spielte dort zunächst für die B- und später für die A-Jugend. Zur Saison 2014/15 rückte er zur zweiten Mannschaft auf, die in der Regionalliga Bayern spielt.
Seit Mai 2015 gehört Maderer auch dem Kader der ersten Mannschaft an. Am 22. November 2015 stand er für das Ligaspiel beim 1. FC Heidenheim erstmals im Kader der Profis, kam jedoch nicht zum Einsatz. Fünf Tage später debütierte er bei der 2:4-Heimniederlage gegen den 1. FC Kaiserslautern in der 2. Bundesliga, nachdem er in der 85. Minute für Niko Gießelmann eingewechselt wurde.
Zur Saison 2016/17 wurde Maderer an den Drittligisten FSV Frankfurt verliehen. Die Leihe wurde jedoch bereits im Januar 2017 beendet und Maderer kehrte zu Fürths zweiter Mannschaft zurück. Zur Spielzeit 2018/19 wechselte er zum 1. FC Schweinfurt 05, der ebenfalls in der Regionalliga Bayern spielte. Im Sommer 2020 wurde sein Wechsel zum Ligakonkurrenten SpVgg Bayreuth bekannt. Nach 3 Jahren in Bayreuth und dem Aufstieg in die 3. Liga verließ er den Verein nach dem Abstieg und schloss sich Türkgücü München. Nach nur einem Jahr wechselte er im Sommer 2024 zum 1. FC Lokomotive Leipzig in die Regionalliga Nordost.

## Erfolge
SpVgg Bayreuth
- Meister der Regionalliga Bayern und Aufstieg in die 3. Liga: 2021/22